# Liteni
Liteni es una ciudad con estatus de oraș de Rumania ubicada en el distrito de Suceava.
Según el censo de 2021, tiene 8878 habitantes, mientras que en el censo de 2002 tenía 9851 habitantes. La mayoría de la población es de etnia rumana (97,25 %).
La mayoría de los habitantes son cristianos de la Iglesia Ortodoxa Rumana (94,29 %), con una minoría de pentecostales (1,72 %).
Se conoce su existencia desde 1463. Adquirió rango urbano en 2004. En su territorio se incluyen como pedanías los pueblos de Corni, Roșcani, Rotunda, Siliștea y Vercicani.
Se ubica junto a la confluencia de los ríos Suceava y Siret, unos 20 km al sureste de la ciudad de Suceava.